# Batarà de Chapman
El batarà de Chapman (Thamnophilus zarumae) és una espècie d'ocell de la família dels tamnofílids (Thamnophilidae).

## Hàbitat i distribució
Habita els turons del sud-oest de l'Equador i nord-oest de Perú.